# Pont de Marbre
Le pont de Marbre (en russe : Мраморный мост) ou pont palladien ou Galerie de marbre de Sibérie, est un pont situé dans le parc du palais Catherine faisant partie du domaine de Tsarskoïe Selo, à Pouchkine, ville de la grande banlieue de Saint-Pétersbourg en Russie.

## Situation
Le pont enjambe un ruisseau qui serpente entre plusieurs étangs et relie les îles aux Cygnes, archipel artificiel de sept îlots dans le parc paysager du palais de Tsarskoïe Selo.

## Historique
Le pont de Marbre est une des quatre copies existantes du pont palladien construit en 1736 dans le parc de Wilton House. Le nom de « pont de Marbre », provient du fait que le matériau utilisé est le marbre de l'Oural. Les éléments décoratifs du pont, comme la colonnade en granit de style ionique, ont été taillés à Ekaterinbourg puis transportés à Tsarskoïe Selo pour être assemblés dans l'atelier de Vincenzo Tortori en 1774.

## Divers
Le pont n'est pas accessible aux visiteurs.